# Jelizawieta Azierska
Jelizawieta Grigorjewna Azierskaja (Елизавета Григoрьевна Азерская; ur. 1868, zm. 1946) – rosyjska i radziecka śpiewaczka (mezzosopran). 
W 1891 ukończyła Kijowską Szkołę Muzyczną, po czym śpiewała na scenach operowych w wielu miastach Rosji. W latach 1897-1918 była solistką Teatru Bolszoj. Od 1918 roku zajmowała się działalnością pedagogiczną, uczyła w Moskiewskiej Szkole Muzycznej .